# Santa Marina Salina

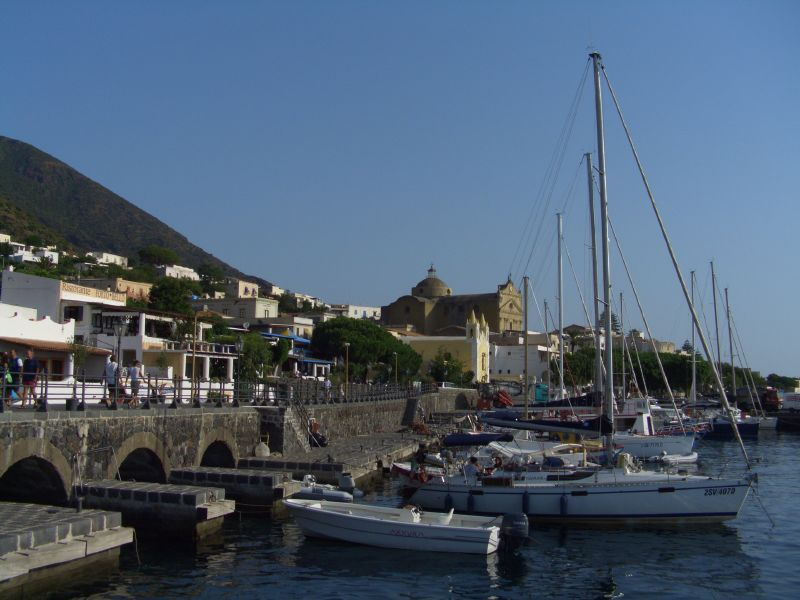
Hafen von Santa Marina Salina

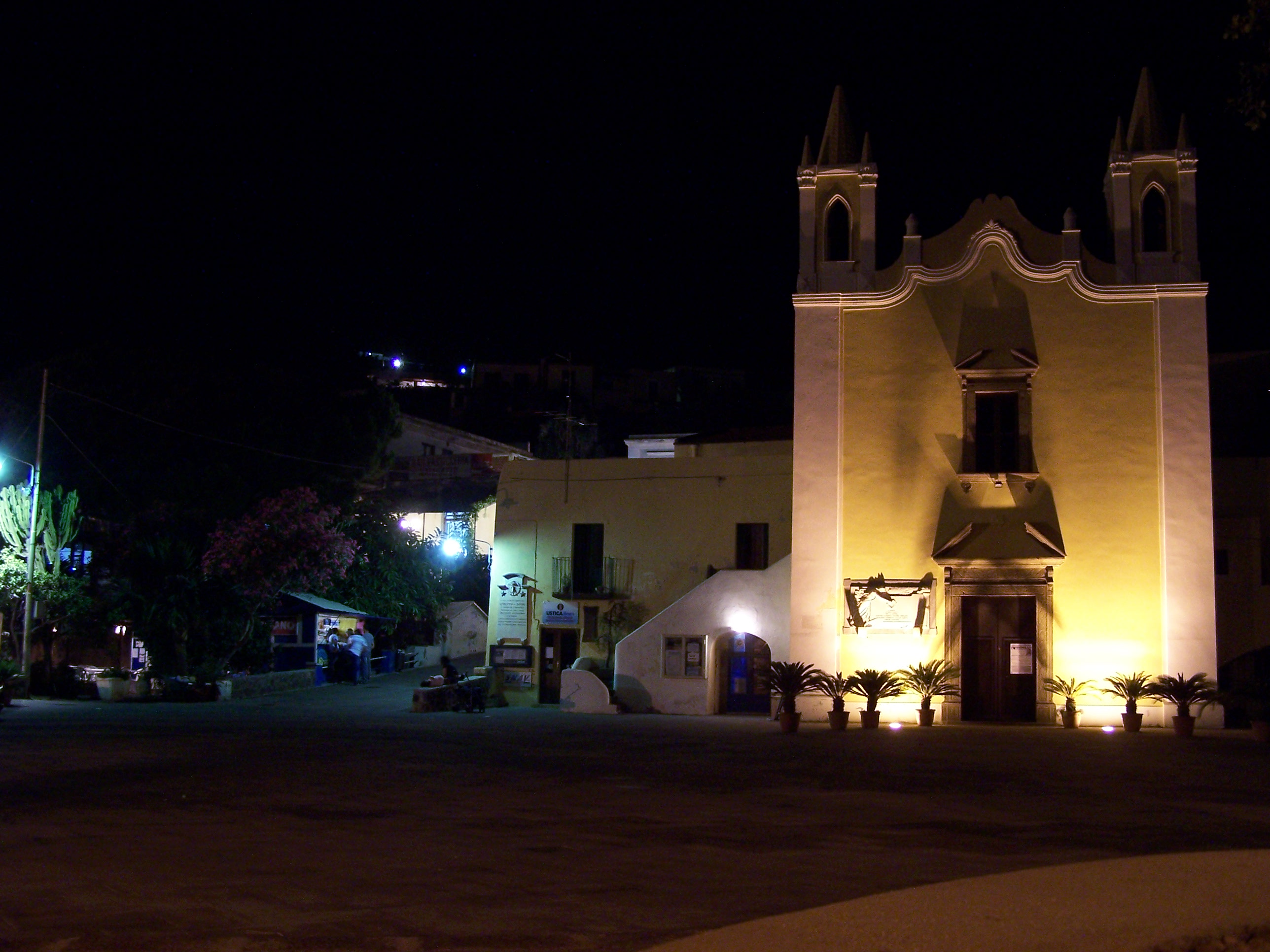
Santa Marina Salina bei Nacht

Santa Marina Salina ist eine Gemeinde der Metropolitanstadt Messina in der Region Sizilien in Italien mit 856 Einwohnern (Stand 31. Dezember 2023).

## Lage und Daten
Santa Marina Salina liegt an der Ostküste der Liparischen Insel Salina. Es ist der Hauptort der Insel. Die Einwohner arbeiten hauptsächlich in der Landwirtschaft und im Sommer im Tourismus. Weitere Arbeitsplätze gibt es in der Fischerei.
Santa Marina Salina erreicht man mit Fähren und Tragflügelbooten von Messina oder Milazzo aus. In der Sommerzeit gibt es Verbindungen auch nach Cefalù, Neapel und Vibo Valentia.
Die Nachbargemeinden auf der Insel Salina sind Leni und Malfa.

## Geschichte
Die Insel Salina und somit der Ort Santa Marina Salina waren schon in der Jungsteinzeit besiedelt. In die Mittlere Bronzezeit datiert die Siedlung Portella, eine der bedeutendsten Siedlungen der Milazzese-Kultur (ca. 1500/1450 bis 1300/1270 v. Chr.). Im 4. Jahrhundert v. Chr. wurde auf dem Gebiet des heutigen Ortes eine Siedlung gegründet.

## Weitere Informationen
Am Südende von Santa Marina Salina liegt der Lago Salata, ein Salzsee, von dem sich der Name der Insel und des Ortes ableitet. Die Salzgewinnung und der Export von Salz waren bis Ende des 19. Jahrhunderts wichtige Erwerbsquelle der Inselbewohner.

## Personen
- Angelo Paino (1870–1967), Erzbischof von Messina